# Solariola melonii
Solariola melonii (лат.) — вид жуков-долгоносиков рода Solariola из подсемейства Entiminae. Назван в честь итальянско-швейцарского энтомолога Carlo Meloni  (1950–2009), за помощь в работе. 

## Распространение
Встречаются в Италии, Калабрия (Vibo Valentia, Le Serre Mountains, Pecoraro Mount), на высоте от 1300 до 1400 м.

## Описание
Жуки-долгоносики мелкого размера с узким телом, длина от 2,70 до 3,00 мм, ширина надкрылий 1 мм, длина рострума от 0,40 до 0,50 мм, ширина до 0,35 мм. От близких видов отличается надкрыльями с параллельно сторонними боками и мелкими и слабо заметными пунктурами, узким рострумом и телом, красновато-коричневым оттенком кутикулы. Основная окраска тела коричневая. Усики 11-члениковые булавовидные (булава из трёх сегментов). Глаза редуцированные. Скутеллюм очень мелкий. Коготки лапок одиночные. Встречаются в песчаных почвах. Предположительно ризофаги.

## Таксономия
Впервые был описан в 2019 году итальянскими энтомологами Чезаре Белло (Cesare Bello, Верона, Италия), Джузеппе Озелла (Giuseppe Osella, Верона) и Козимо Бавьера (Cosimo Baviera, Messina University, Мессина). По признаку менее коренастого тела (соотношение длины и ширины надкрылий EL/EW = около 2,00) и отсутствию на пронотуме специализированных щетинок (echinopappolepida) включают в состав видовой группы Solariola paganettii трибы Peritelini (или Otiorhynchini).